# Elmen
Elmen este un oraș în Austria.